# Legényes
El legényes (en hongarès) o feciorească (en romanès) és un tipus de ball solitari ballat per la gent de Transsilvània d'ètnia hongaresa que viuen al Kalotaszeg Ţllaura Călatei, Szilágyság / Sălaj i Mezőség / Câmpia Transilvaniei, més o menys la regió al voltant de Cluj.
Tot i que normalment ballen homes joves, també poden ser ballats per homes grans. El ball es realitza en estil lliure generalment per un ballarí a la vegada davant de la banda. Les dones participen en el ball posant-se en línies al costat i cantant / cridant versos mentre els homes ballen. Cada noi fa una sèrie de punts (frases de ball) típicament de 4 a 8 sense repetició. Cada punt consta de 4 parts, cadascuna de les quals dura 4 punts. La primera part sol ser la mateixa per a tothom (només hi ha algunes variacions).

## Estils
- legényes / feciorească (Kalotaszeg)
- sűrű tempó (Szék)
- sűrű magyar o sűrű fogásolás (Mezőség)
- pontozó / ponturi (Küküllő-mente)
- târnăveană o korcsos (Mezőség)
- figurázó (Szilágyság)